# Інге Леманн
Інґе Леманн (дан. Inge Lehmann; 13 травня 1888, Копенгаген — 21 лютого 1993, Копенгаген) — данська науковиця-геофізик, сейсмологиня, викладачка Королівського товариства в Лондоні. 1936 року відкрила внутрішнє ядро Землі  на основі вивчення поширення сейсмічних хвиль від землетрусів у південній частині Тихого океану.

## Життєпис
Інґе Леманн народилася та виросла у Копенгагені. Донька експериментального психолога Альфреда Леманна (1858–1921). Отримала початкову освіту в середній школі, яку очолювала Ганна Адлер — тітка Нільса Бора. За словами Інґе Леманн, її батько та Ганна Адлер були двома людьми, що мали найбільш істотний вплив на розвиток її інтелектуальних здібностей.
Після закінчення школи навчалася, з деякими перервами через погане здоров'я, математиці в університетах Копенгагена та Кембриджа.
Пропрацювавши кілька років у страховій галузі, 1925 року стала помічницею геодезиста Нільса Еріка Норлунда. 1928 року склала іспити з геодезії та була призначена інспекторкою і начальницею відділу сейсмології геодезичного інституту Данії, очолюваного Норлундом.

Внутрішнє ядро в будові Землі.

У статті під назвою «P» вперше представила власну інтерпретацію сейсмічних хвиль типу «P» і показала, що у Землі є внутрішнє ядро. Це тлумачення було прийнято протягом двох-трьох років іншими сейсмологами (Бено Гутенберг, Чарльз Френсіс Ріхтер і Гарольд Джеффріс). Друга світова війна й окупація Данії німецькими військами ускладнили виконання подальших наукових досліджень Леманн.
В останні роки, до виходу на пенсію 1953 року, стосунки між нею та іншими членами спільноти геодезичного інституту погіршилися, ймовірно, тому що вона була трохи нетерпляча з колегами.
Після 1953 року, Інґе Леманн переїхала до США та протягом кількох років працювала з Морісом Юїнгом і Френком Прессом. Проводила дослідження земної кори та верхньої мантії, під час яких відкрила так званий сейсмічний розрив, який знаходився на глибині від 190 до 250 км і був названий на її честь як «Межа Леманн» .
Померла на 105-му році життя. Похована на Хьорсхольмському кладовищі.

## Нагороди та звання
- Інґе Леманн отримала безліч нагород за свої видатні наукові досягнення. Крім того, їй було присуджено 1964 року ступінь почесного доктора Колумбійського університету в Нью-Йорку та 1968 року почесного доктора Копенгагенського університету. Також була членом численних вчених товариств.
- 1997 року Американський геофізичний союз встановив медаль на честь Інґе Леманн «за видатний внесок у розуміння структури, складу та динаміки земної мантії і ядра».